# Provincia di Sanguié
La provincia di Sanguié è una delle 45 province del Burkina Faso, situata nella Regione del Centro-Ovest. Il capoluogo è Réo.

## Struttura della provincia
La provincia di Sanguié comprende 10 dipartimenti, di cui 1 città e 9 comuni:

### Città
- Réo

### Comuni
- Dassa
- Didyr
- Godyr
- Kordié
- Kyon
- Pouni
- Ténado
- Zamo
- Zawara